# Pukkisaari (ö i Södra Österbotten, Seinäjoki, lat 63,24, long 23,25)
Pukkisaari är en ö i Finland. Den ligger i sjön Palojärvi och i kommunen Kauhava i den ekonomiska regionen  Seinäjoki och landskapet Södra Österbotten, i den centrala delen av landet, 400 km norr om huvudstaden Helsingfors. Öns area är 3,1 hektar och dess största längd är 270 meter i nord-sydlig riktning.